# Костржицький Володимир Костянтинович
Костржицький Володимир Костянтинович (нар. 21.01.1935 р. у м. Києві) — провідний український фахівець з військової радіолокації, електроніки, високочастотних (ВЧ) та надвисокочастотних (НВЧ) технологій, цифрового зв'язку, ініціатор і організатор розробки і впровадження вітчизняних цифрових систем і засобів телефонного зв'язку, Академік Міжнародної громадської академії зв'язку технічний директор виробничого об'єднання «Дніпровський машинобудівний завод» (1984—1999 р.р.). Лауреат Державної премії України в галузі науки і техніки, Почесний Радист СРСР.

## Життєпис
- Народився — 21 січня 1935 року у Києві, у сім'ї службовців;
- 1944 р. — закінчив церковно-парафіяльну школу (Бесарабія);
- 1950 р. — закінчив навчання у семирічній школі (Дніпропетровська область);
- 1954 р. — закінчив навчання у Дніпропетровському гірничому технікумі;
- 1954—1957 р.р. — служба в лавах Радянської армії (стрілець-радист літака Іл-28);
- 1957—1968 р.р. — радіомонтажник, майстер, технолог, начальник відділення, заступник начальника цеху № 1 КБ п/я 192;
- 1964 р. — Закінчив навчання на фізико-технічному факультеті Дніпропетровського державного університету за спеціальністю: «Системи автоматичного управління безпілотними літаючими апаратами»;
- 1968 р. — Старший інженер, провідний інженер, начальник сектору лабораторії надпотужних передавачів радіолокаційних станцій для Протиповітряної оборони (РЛС ППО);
- 1973—1984 р.р. — заступник головного інженера по тематиці радіолокаційних станцій системи протиракетного нападу (РЛС СПРН), системи контролю космічного простору(СККП)[ru], протиракетної (ПРО) і протикосмічної оборони ( ПКО). Одночасно — заступник Головного конструктора з виробництва обладнання для РЛС «Даугава» [Архівовано 31 липня 2016 у Wayback Machine.], «Атол», РЛС «Волга»;
- 1984—1996 р.р. — Головний інженер ВО «Дніпровський машинобудівний завод»(ВО ДМЗ), технічний директор — перший заступник Генерального директора ВО ДМЗ;
- 1996—1999 р.р. — Перший заступник голови Правління відкритого акціонерного товариства «Дніпровський машинобудівний завод» і, за сумісництвом — Перший заступник Голови Правління державної холдингової компанії «Дніпровський машинобудівний завод»(ДАХК ДМЗ);
- 1989 — започатковує і організовує виконання програми конверсії військових потужностей ВО ДМЗ на основі розробки, виробництва впровадження систем телекомунікації (ініційовано розробку і прийняття Комплексної програми створення єдиної системи зв'язку України"(КП ЄССЗУ) [Архівовано 9 серпня 2016 у Wayback Machine.], програм з екології, енергозбереження;
- 1988—1999 р.р. Перший заступник Головного Конструктора з Науково-дослідних та дослідно-конструкторських робіт зі створення електронної автоматичної телефонної станції з цифровою абонентською мережею (ЕАТС-ЦА) телекомунікаційної системи С-32 [Архівовано 16 червня 2016 у Wayback Machine.].

## Відзнаки
- 2000 рік — Державна премія «За комплекс науково-дослідних, проектно-конструкторських та виробничих робіт зі створення та впровадження модернізованої цифрової міської кінцевої ЕАТС-ЦА системи С-32 на телефонних мережах загального користування України»[4] .
- Нагороджений орденом Дружби народів, п'ятьма медалями.